# 薩尼馬約山
13°47′16″S 70°56′00″W / 13.78778°S 70.93333°W
薩尼馬約山（Sanimayo），是秘魯的山峰，位於該國東南部庫斯科大區，由基斯皮坎奇省的馬爾卡帕塔區負責管轄，屬於韋爾卡努塔山脈的一部分，海拔高度5,300米。